# وفاء موصللي
وفاء موصللي (1 نوفمبر 1959 -)، ممثلة سورية.

## عن حياتها
تخرجت من المعهد العالي للفنون المسرحية في دمشق. وكانت بدايتها الفنية بعام 1980 وسرعان ما نالت الأدوار البارزة خاصة في أعمال البيئة الشامية. في عام 2001 عينت كمديرة لقسم التمثيل في «المعهد العالي للفنون المسرحية» وذلك لفترة، وهي عضو في نقابة الفنانين السوريين منذ عام 1981.

### حياتها الأسرية
تزوجت خلال فترة من حياتها من الممثل جمال سليمان واستمر زواجهما سبع سنوات قبل انفصالهم. ومن ثم تزوجت طبيب نسائي يدعى «سامر جعلوط» وهو متوفي، ولديها منه ابنة وحيدة هي «نايا».

## أعمالها

### المسرح
- سهرة مع أبو خليل القباني.
- الخدامة.
- حكاية الشتاء.

### الأعمال الإذاعية
- الحب والعبقرية.
- يوميات عائلية.
- شخصيات روائية.
- جزيرة المرح.
- حي الصالحية.
- حكم العدالة

### السينما
- الشمس في يوم غائم.
- الكومبارس.

### من أعمال التلفزيون
- على قيد الحب
- أبو كامل.
- أيام شامية.
- أبو البنات.
- مرايا.
- حارة نسيها الزمان.
- حي المزار.
- حد السيف.
- الذئاب
- الحصاد المر.
- أشياء تشبه الفرح.
- شجرة النارنج.
- موزاييك.
- غضب الصحراء.
- الحريق.
- دكان الدنيا.
- الطبيبة.
- عيون حائرة.
- أوراق الدالية.
- الوجه الآخر
- النصية
- رقصة الحبارى
- الطير.
- بيت جدي.
- الحب المستحيل.
- الشام العدية.
- الولادة من الخاصرة - بأجزائه الثلاثة.
- دنيا.
- الحوت
- بقعة ضوء - أكثر من جزء.
- طاحون الشر - الجزء الثاني.
- زنود الست - بأجزائه الثلاثة
- عالمكشوف
- يوميات أبو عنتر
- طريق
- عودة الفارس
- رائحة الروح
- أبو المفهومية
- بنات اكريكوز
- باب الحارة - الجزء الأول إلى التاسع.
- مبروك
- داون تاون
- حسيبة
- حارة القبة - بأجزاءه الثلاثة
- انا واخوتي ( العمة)

## روابط خارجية
- وفاء موصللي على موقع IMDb (الإنجليزية)
- وفاء موصللي على موقع قاعدة بيانات الأفلام العربية
- وفاء موصللي على موقع قاعدة بيانات الفيلم (الإنجليزية)